# Дует
Дует (на италиански: duetto, duo – „двойка, чифт“) е музикално съчинение или партия, предназначена за изпълнение от двама души, но също така може да означава и ансамбъла от двама музиканти, които редовно изпълняват творби заедно.

## Видове дует
Обикновено дуетите се делят на вокални и инструментални според участващите музиканти. Типичен пример за вокелан дует е Стабат матер на италианския композитор Джовани Батиста Перголези, където партниращите гласове са сопран и алт. Характерен инструментален дует е „Симфония Концертанте“ на Волфганг Амадеус Моцарт, където си партнират цигулка и виола. Често дуетът е обособена част от музикалната творба – опера, концерт и т.н.

## Дуетът като ансамбъл
Дует се нарича също утвърдена двойка музиканти, които често изпълняват заедно музикални произведения. В класическата музика например са известни изпълненията (цигулка и пиано на Глен Гулд и Йехуди Менухин. Световна известост има дуетът на Луис Армстронг и Ела Фицджералд в специално създадената интерпретация на операта „Порги и Бес“ от Джордж Гершуин.
В попмузиката често се срещат дълготрайни дуети, обикновено вокални, като немската „Модърн Токинг“, руската „Тату“ или българската „Дует Ритон“.

## Специфика на употребата на термина
В българския език с думата дует се обозначава музикалната партия или музикалният ансамбъл от двама певци. Инструменталният дует, а обикновено и съответното произведение за такъв, обикновено се наричат дуо.